# Yamani Bilawal
Yamani Bilawal is een Hindoestaansee raga, die gerelateerd is aan de ochtend van 06.00 tot 0.90 uur. Deze raga is afgeleid van de Kalyan That.

## Kenmerken

### Stijgend en dalend
- Stijgend: (Arohana) S - R - G - P - D - N - S'[2]
- Dalend: (Avarohana) S' - N - D - P, D - n - D - P - M - G - m - G - R, G - R - S

### Voornaamste tonen
- Vadi = G
- Samvadi = D

### Overige kenmerken
- Pakad[3]: D - n - D - P - M - G, m - G - R
- Deze raga is een combinatie van de Alahaiya Bilawal en de Yaman Kalyan.